# New Trier (Minnesota)
New Trier – miasto w Stanach Zjednoczonych, w stanie Minnesota, w hrabstwie Dakota.